# フランスの大統領
フランスの大統領（フランスのだいとうりょう、フランス語: présidents de la République française）は、フランスの元首たる大統領である。

## 概説
1. フランス第一共和政　－　国民公会議長(Les présidents de la Convention nationale)、総裁政府総裁(Directeur (Directoire))、第一統領(Les premiers pas du Consulat)
2. フランス第二共和政　－　臨時政府主席(Chef du gouvernement provisoire)、行政権委員会議長(Président de la Commission exécutive)、フランス国主席(Chef de l’État français)、共和国大統領(Président de la République)
3. フランス第三共和政　－　国防政府主席(Président du gouvernement de la Défense nationale)、共和国行政長官(Cadre supérieur de la République)、共和国大統領(Président de la République)
4. ヴィシー政権　－　国家主席（Chef d'Etat）
5. フランス共和国臨時政府　－　フランス共和国臨時政府主席（大統領、首相とも訳される）(Chef du Gouvernement provisoire de la République française)、臨時政府議長(Président du gouvernement temporaire)
6. フランス第四共和政以降　－　共和国大統領(Président de la République)

## 大統領の一覧
| 第一共和政 (1792-1804) |                                                                                        |                                                               |                                                  |                                |                                                         |                  |                                                               |                                                        |                                                        |
| 国民公会議長 (1792-1795) |                                                                                        |                                                               |                                                  |                                |                                                         |                  |                                                               |                                                        |                                                        |
| →詳細は「 国民公会 」を参照 |                                                                                        |                                                               |                                                  |                                |                                                         |                  |                                                               |                                                        |                                                        |
| 総裁政府総裁 (1795-1799) |                                                                                        |                                                               |                                                  |                                |                                                         |                  |                                                               |                                                        |                                                        |
| | 総裁                                                                                   | 総裁                                                          | 所属政党                                         | 人                             | 在任期間                                                | 在任期間         | 備考                                                          |                                                        |                                                        |
| 0 | ポール・バラス                                                                         |                                                               | テルミドール派                                   | 1                              | 1795年11月2日 - 1799年11月9日                           | 4年 + 7日        |                                                               |                                                        |                                                        |
| 0 | ルイ＝マリー・ド・ラ・ルヴェリエール＝レポー                                           |                                                               | テルミドール派                                   | 2                              | 1795年11月2日 - 1799年6月18日                           | 3年 + 228日      |                                                               |                                                        |                                                        |
| 0 | ロジェ・デュコ                                                                         |                                                               | テルミドール派                                   | 2                              | 1799年6月18日 - 1799年11月9日                           | 144日            |                                                               |                                                        |                                                        |
| 0 | ジャン＝フランソワ・ルーベル                                                           |                                                               | テルミドール派                                   | 3                              | 1795年11月2日 - 1799年5月16日                           | 3年 + 195日      |                                                               |                                                        |                                                        |
| 0 | エマニュエル＝ジョゼフ・シエイエス                                                     |                                                               | 平原派                                           | 3                              | 1799年5月16日 - 1799年11月9日                           | 177日            |                                                               |                                                        |                                                        |
| 0 | ラザール・カルノー                                                                     |                                                               | 保守・クリシー派                                 | 4                              | 1795年11月2日 - 1797年9月4日                            | 1年 + 306日      |                                                               |                                                        |                                                        |
| 0 | メルラン・ド・ドゥーエー                                                               |                                                               | テルミドール派                                   | 4                              | 1797年9月4日 - 1799年6月18日                            | 1年 + 287日      |                                                               |                                                        |                                                        |
| 0 | ジャン＝フランソワ・ムーラン                                                           |                                                               | 山岳派                                           | 4                              | 1799年6月18日 - 1799年11月10日                          | 145日            |                                                               |                                                        |                                                        |
| 0 | エティエンヌ＝フランソワ・ル・トゥルヌール                                             |                                                               | 平原派                                           | 5                              | 1795年11月2日 - 1797年5月20日                           | 1年 + 199日}     |                                                               |                                                        |                                                        |
| 0 | フランソワ・バルテルミー                                                               |                                                               | 保守・クリシー派                                 | 5                              | 1797年5月20日 - 1797年9月4日                            | 107日            |                                                               |                                                        |                                                        |
| 0 | フランソワ・ド・ヌーシャトー                                                           |                                                               | 平原派                                           | 5                              | 1797年9月4日 - 1798年5月15日                            | 253日            |                                                               |                                                        |                                                        |
| 0 | ジャン＝・バティスト・トレヤール                                                       |                                                               | 平原派                                           | 5                              | 1798年5月15日 - 1799年6月17日                           | 1年 + 33日       |                                                               |                                                        |                                                        |
| 0 | ルイ・ゴイエ                                                                           |                                                               | 山岳派                                           | 5                              | 1799年6月17日 - 1799年11月10日                          | 146日            |                                                               |                                                        |                                                        |
| 執政政府執政 (1799-1804) |                                                                                        |                                                               |                                                  |                                |                                                         |                  |                                                               |                                                        |                                                        |
| 代 | 統領                                                                                   | 統領                                                          | 所属政党                                         | 期                             | 在任期間                                                | 在任期間         | 備考                                                          |                                                        |                                                        |
| 0－ | ナポレオン・ボナパルト Napoléon Bonaparte                                              |                                                               |                                                  | －                             | 1799年11月10日 - 1799年12月12日                         | 32日             | 臨時第1統領                                                   |                                                        |                                                        |
| 0－ | エマニュエル＝ジョゼフ・シエイエス Emmanuel-Joseph Sieyès                              |                                                               |                                                  | －                             | 1799年11月10日 - 1799年12月12日                         | 32日             | 臨時第2統領                                                   |                                                        |                                                        |
| 0－ | ロジェ・デュコ Pierre Roger Ducos                                                      |                                                               |                                                  | －                             | 1799年11月10日 - 1799年12月12日                         | 32日             | 臨時第3統領                                                   |                                                        |                                                        |
| 0 | ナポレオン・ボナパルト Napoléon Bonaparte                                              |                                                               |                                                  | －                             | 1799年12月12日 - 1804年5月18日                          | 32日             | 第1統領                                                       |                                                        |                                                        |
| 0 | ジャン＝ジャック・レジ・ド・カンバセレス Jean-Jacques Régis de Cambacérès              |                                                               |                                                  | －                             | 1799年12月12日 - 1804年5月18日                          | 32日             | 第2統領                                                       |                                                        |                                                        |
| 0 | シャルル＝フランソワ・ルブラン Charles-François Lebrun                                 |                                                               |                                                  | －                             | 1799年12月12日 - 1804年5月18日                          | 32日             | 第3統領                                                       |                                                        |                                                        |
| 第二共和政 (1848-1852) |                                                                                        |                                                               |                                                  |                                |                                                         |                  |                                                               |                                                        |                                                        |
| 臨時政府主席 (1848) |                                                                                        |                                                               |                                                  |                                |                                                         |                  |                                                               |                                                        |                                                        |
| 代 | 主席                                                                                   | 主席                                                          | 所属政党                                         | 期                             | 在任期間                                                | 在任期間         | 備考                                                          |                                                        |                                                        |
| 0－ | ジャック＝シャルル・デュポン・ド・ルール Jacques-Charles Dupont de l'Eure              |                                                               | 穏健共和党                                       | －                             | 1848年2月24日 - 1848年5月9日                            | 75日             |                                                               |                                                        |                                                        |
| 行政委員会議長 (1848) |                                                                                        |                                                               |                                                  |                                |                                                         |                  |                                                               |                                                        |                                                        |
| 代 | 議長                                                                                   | 議長                                                          | 所属政党                                         | 期                             | 在任期間                                                | 在任期間         | 備考                                                          |                                                        |                                                        |
| 0－ | フランソワ・アラゴ François Arago                                                      |                                                               | 穏健共和党                                       | 1                              | 1848年5月10日 – 1848年6月24日                           | 45日             |                                                               |                                                        |                                                        |
| 閣僚評議会議長 (1848) |                                                                                        |                                                               |                                                  |                                |                                                         |                  |                                                               |                                                        |                                                        |
| 代 | 首相                                                                                   | 首相                                                          | 所属政党                                         | 期                             | 在任期間                                                | 在任期間         | 備考                                                          |                                                        |                                                        |
| 0－ | ルイ＝ウジェーヌ・カヴェニャック Louis Eugène Cavaignac                                |                                                               | 穏健共和党                                       | 1                              | 1848年6月28日 - 1848年12月20日                          | 175日            |                                                               |                                                        |                                                        |
| 大統領 (1848-1852) |                                                                                        |                                                               |                                                  |                                |                                                         |                  |                                                               |                                                        |                                                        |
| 党派： ボナパルティスト 秩序党（オルレアニスト、レジティミスト、一部共和派が所属） |                                                                                        |                                                               |                                                  |                                |                                                         |                  |                                                               |                                                        |                                                        |
| 代 | 大統領 (生没年)                                                                        | 大統領 (生没年)                                               | 所属政党                                         | 期                             | 在任期間                                                | 在任期間         | 備考                                                          | 首相                                                   | 首相                                                   |
| 001 | ルイ＝ナポレオン・ボナパルト Charles Louis-Napoléon Bonaparte (1808–1873)              |                                                               | ボナパルティスト                                 | 1                              | 1848年12月20日 - 1852年12月2日                          | 3年 + 348日      | 帝政に移行                                                    |                                                        | オディロン・バロ （1848年12月 - 1849年10月）           |
| 001 | ルイ＝ナポレオン・ボナパルト Charles Louis-Napoléon Bonaparte (1808–1873)              | オプール伯爵アルフォンス・アンリ （1849年10月 - 1851年1月）   | ボナパルティスト                                 | 1                              | 1848年12月20日 - 1852年12月2日                          | 3年 + 348日      | 帝政に移行                                                    |                                                        |                                                        |
| 001 | ルイ＝ナポレオン・ボナパルト Charles Louis-Napoléon Bonaparte (1808–1873)              | （不在） （1851年1月 -1851年4月）                             | ボナパルティスト                                 | 1                              | 1848年12月20日 - 1852年12月2日                          | 3年 + 348日      | 帝政に移行                                                    |                                                        |                                                        |
| 001 | ルイ＝ナポレオン・ボナパルト Charles Louis-Napoléon Bonaparte (1808–1873)              | レオン・フォシェ （1851年4月 - 1851年10月）                   | ボナパルティスト                                 | 1                              | 1848年12月20日 - 1852年12月2日                          | 3年 + 348日      | 帝政に移行                                                    |                                                        |                                                        |
| 001 | ルイ＝ナポレオン・ボナパルト Charles Louis-Napoléon Bonaparte (1808–1873)              | （不在） （1851年10月 - 1852年12月）                          | ボナパルティスト                                 | 1                              | 1848年12月20日 - 1852年12月2日                          | 3年 + 348日      | 帝政に移行                                                    |                                                        |                                                        |
| 第三共和政 (1870-1940) |                                                                                        |                                                               |                                                  |                                |                                                         |                  |                                                               |                                                        |                                                        |
| 党派： 労働者インターナショナル・フランス支部（SFIO） 共和社会党（PRS） 共和主義急進派・急進社会党（PRRRS） 無所属 無所属（穏健共和派） 共和派 (民主同盟（AD）および前身政党（UR, ARD, PRD, PRDS） レジティミスト（王党派）および後身政党 オルレアニスト（王党派） |                                                                                        |                                                               |                                                  |                                |                                                         |                  |                                                               |                                                        |                                                        |
| 代 | 主席 (生没年)                                                                          | 主席 (生没年)                                                 | 所属政党                                         | 期                             | 在任期間                                                | 在任期間         | 備考                                                          | 首相                                                   | 首相                                                   |
| 0－ | ルイ・ジュール・トロシュ Louis Jules Trochu (1815–1896)                                |                                                               | 無所属 （軍人）                                  | －                             | 1870年9月4日 - 1871年2月13日                            | 162日            | 民政に移行                                                    |                                                        | （不在） （1870年9月 - 1871年2月）                     |
| 代 | 主席 (生没年)                                                                          | 主席 (生没年)                                                 | 所属政党                                         | 期                             | 在任期間                                                | 在任期間         | 備考                                                          | 首相                                                   | 首相                                                   |
| 0－ | アドルフ・ティエール Louis Adolphe Thiers (1797–1877)                                  |                                                               | オルレアニスト                                   | －                             | 1871年2月17日 - 1871年8月30日                           | 194日            |                                                               |                                                        | ジュール・デュフォール （1871年2月 - 1871年8月）       |
| 代 | 主席 (生没年)                                                                          | 主席 (生没年)                                                 | 所属政党                                         | 期                             | 在任期間                                                | 在任期間         | 備考                                                          | 首相                                                   | 首相                                                   |
| 002 | アドルフ・ティエール Louis Adolphe Thiers (1797–1877)                                  |                                                               | オルレアニスト                                   | 1                              | 1871年8月30日 - 1873年5月24日                           | 1年 + 267日      | 任期満了前に辞任                                              |                                                        | ジュール・デュフォール （1871年8月 - 1873年5月）       |
| 003 | パトリス・ド・マクマオン Marie Edme Patrice Maurice de Mac-Mahon (1808–1893)           |                                                               | レジティミスト （軍人）                          | 2                              | 1873年5月24日 -1879年1月30日                            | 5年 + 251日      | 任期満了前に辞任                                              |                                                        | アルベール・ド・ブロイ （1873年5月 - 1874年5月）       |
| 003 | パトリス・ド・マクマオン Marie Edme Patrice Maurice de Mac-Mahon (1808–1893)           | エルネスト・クルトー・ド・シセ （1874年5月 - 1875年3月）      | レジティミスト （軍人）                          | 2                              | 1873年5月24日 -1879年1月30日                            | 5年 + 251日      | 任期満了前に辞任                                              |                                                        |                                                        |
| 003 | パトリス・ド・マクマオン Marie Edme Patrice Maurice de Mac-Mahon (1808–1893)           | ルイ・ビュフェ （1875年3月 - 1876年2月）                      | レジティミスト （軍人）                          | 2                              | 1873年5月24日 -1879年1月30日                            | 5年 + 251日      | 任期満了前に辞任                                              |                                                        |                                                        |
| 003 | パトリス・ド・マクマオン Marie Edme Patrice Maurice de Mac-Mahon (1808–1893)           | ジュール・デュフォール （1876年2月 - 1876年12月）             | レジティミスト （軍人）                          | 2                              | 1873年5月24日 -1879年1月30日                            | 5年 + 251日      | 任期満了前に辞任                                              |                                                        |                                                        |
| 003 | パトリス・ド・マクマオン Marie Edme Patrice Maurice de Mac-Mahon (1808–1893)           | ジュール・シモン （1876年12月 - 1877年5月）                   | レジティミスト （軍人）                          | 2                              | 1873年5月24日 -1879年1月30日                            | 5年 + 251日      | 任期満了前に辞任                                              |                                                        |                                                        |
| 003 | パトリス・ド・マクマオン Marie Edme Patrice Maurice de Mac-Mahon (1808–1893)           | アルベール・ド・ブロイ （1877年5月 - 1877年11月）             | レジティミスト （軍人）                          | 2                              | 1873年5月24日 -1879年1月30日                            | 5年 + 251日      | 任期満了前に辞任                                              |                                                        |                                                        |
| 003 | パトリス・ド・マクマオン Marie Edme Patrice Maurice de Mac-Mahon (1808–1893)           | ガエタン・ド・ロシュブエ （1877年11月 - 1877年12月）          | レジティミスト （軍人）                          | 2                              | 1873年5月24日 -1879年1月30日                            | 5年 + 251日      | 任期満了前に辞任                                              |                                                        |                                                        |
| 003 | パトリス・ド・マクマオン Marie Edme Patrice Maurice de Mac-Mahon (1808–1893)           | ジュール・デュフォール （1877年12月 - 1879年2月）             | レジティミスト （軍人）                          | 2                              | 1873年5月24日 -1879年1月30日                            | 5年 + 251日      | 任期満了前に辞任                                              |                                                        |                                                        |
| 0－ | ジュール・デュフォール Jules Armand Dufaure (1798–1881)                                |                                                               | 穏健共和派                                       | 2                              | 1879年1月30日 -1879年1月30日                            | 0日              | 大統領代行 （首相）                                           |                                                        |                                                        |
| 004 | ジュール・グレヴィ François Paul Jules Grévy (1807–1891)                               |                                                               | 穏健共和派 左翼共和派                            | 3                              | 1879年1月30日 - 1885年12月28日                          | 8年 + 306日      |                                                               |                                                        |                                                        |
| 004 | ジュール・グレヴィ François Paul Jules Grévy (1807–1891)                               | ウィリアム・アンリ・ワディントン （1879年2月 - 1879年12月）   | 穏健共和派 左翼共和派                            | 3                              | 1879年1月30日 - 1885年12月28日                          | 8年 + 306日      |                                                               |                                                        |                                                        |
| 004 | ジュール・グレヴィ François Paul Jules Grévy (1807–1891)                               | シャルル・ド・フレシネ （1879年12月 - 1880年9月）             | 穏健共和派 左翼共和派                            | 3                              | 1879年1月30日 - 1885年12月28日                          | 8年 + 306日      |                                                               |                                                        |                                                        |
| 004 | ジュール・グレヴィ François Paul Jules Grévy (1807–1891)                               | ジュール・フェリー （1880年9月 - 1881年11月）                 | 穏健共和派 左翼共和派                            | 3                              | 1879年1月30日 - 1885年12月28日                          | 8年 + 306日      |                                                               |                                                        |                                                        |
| 004 | ジュール・グレヴィ François Paul Jules Grévy (1807–1891)                               | レオン・ガンベタ （1881年11月 - 1882年1月）                   | 穏健共和派 左翼共和派                            | 3                              | 1879年1月30日 - 1885年12月28日                          | 8年 + 306日      |                                                               |                                                        |                                                        |
| 004 | ジュール・グレヴィ François Paul Jules Grévy (1807–1891)                               | シャルル・ド・フレシネ （1882年1月 - 1882年8月）              | 穏健共和派 左翼共和派                            | 3                              | 1879年1月30日 - 1885年12月28日                          | 8年 + 306日      |                                                               |                                                        |                                                        |
| 004 | ジュール・グレヴィ François Paul Jules Grévy (1807–1891)                               | シャルル・デュクレール （1882年8月 - 1883年1月）              | 穏健共和派 左翼共和派                            | 3                              | 1879年1月30日 - 1885年12月28日                          | 8年 + 306日      |                                                               |                                                        |                                                        |
| 004 | ジュール・グレヴィ François Paul Jules Grévy (1807–1891)                               | アルマン・ファリエール （1883年1月 - 1883年2月）              | 穏健共和派 左翼共和派                            | 3                              | 1879年1月30日 - 1885年12月28日                          | 8年 + 306日      |                                                               |                                                        |                                                        |
| 004 | ジュール・グレヴィ François Paul Jules Grévy (1807–1891)                               | ジュール・フェリー （1883年2月 - 1885年4月）                  | 穏健共和派 左翼共和派                            | 3                              | 1879年1月30日 - 1885年12月28日                          | 8年 + 306日      |                                                               |                                                        |                                                        |
| 004 | ジュール・グレヴィ François Paul Jules Grévy (1807–1891)                               | アンリ・ブリッソン （1885年4月 - 1885年12月）                 | 穏健共和派 左翼共和派                            | 3                              | 1879年1月30日 - 1885年12月28日                          | 8年 + 306日      |                                                               |                                                        |                                                        |
| 004 | ジュール・グレヴィ François Paul Jules Grévy (1807–1891)                               | 4                                                             | 穏健共和派 左翼共和派                            | 1885年12月28日 - 1887年12月2日 | 任期満了前に辞任                                        | 8年 + 306日      |                                                               | アンリ・ブリッソン （1885年12月 - 1886年1月）          |                                                        |
| 004 | ジュール・グレヴィ François Paul Jules Grévy (1807–1891)                               | 4                                                             | 穏健共和派 左翼共和派                            | 1885年12月28日 - 1887年12月2日 | 任期満了前に辞任                                        | 8年 + 306日      | シャルル・ド・フレシネ （1886年1月 - 1886年12月）             |                                                        |                                                        |
| 004 | ジュール・グレヴィ François Paul Jules Grévy (1807–1891)                               | 4                                                             | 穏健共和派 左翼共和派                            | 1885年12月28日 - 1887年12月2日 | 任期満了前に辞任                                        | 8年 + 306日      | ルネ・ゴブレ （1886年12月 - 1887年5月）                       |                                                        |                                                        |
| 004 | ジュール・グレヴィ François Paul Jules Grévy (1807–1891)                               | 4                                                             | 穏健共和派 左翼共和派                            | 1885年12月28日 - 1887年12月2日 | 任期満了前に辞任                                        | 8年 + 306日      | モーリス・ルヴィエ （1887年5月 - 1887年12月）                 |                                                        |                                                        |
| 0－ | モーリス・ルヴィエ Maurice Rouvier (1842–1911)                                         | 4                                                             |                                                  | UR                             | 1887年12月2日 -1887年12月3日                            | 1日              |                                                               |                                                        |                                                        |
| 005 | マリー・フランソワ・サディ・カルノー Marie François Sadi Carnot (1837–1894)            |                                                               | 穏健共和派                                       | 5                              | 1887年12月3日 - 1894年6月25日                           | 6年 + 204日      | 在任中に死去                                                  |                                                        | モーリス・ルヴィエ （1887年5月 - 1887年12月）          |
| 005 | マリー・フランソワ・サディ・カルノー Marie François Sadi Carnot (1837–1894)            | ピエール・ティラール （1887年12月 - 1888年4月）               | 穏健共和派                                       | 5                              | 1887年12月3日 - 1894年6月25日                           | 6年 + 204日      | 在任中に死去                                                  |                                                        |                                                        |
| 005 | マリー・フランソワ・サディ・カルノー Marie François Sadi Carnot (1837–1894)            | シャルル・フロケ （1888年4月 - 1889年2月）                    | 穏健共和派                                       | 5                              | 1887年12月3日 - 1894年6月25日                           | 6年 + 204日      | 在任中に死去                                                  |                                                        |                                                        |
| 005 | マリー・フランソワ・サディ・カルノー Marie François Sadi Carnot (1837–1894)            | ピエール・ティラール （1889年2月 - 1890年3月）                | 穏健共和派                                       | 5                              | 1887年12月3日 - 1894年6月25日                           | 6年 + 204日      | 在任中に死去                                                  |                                                        |                                                        |
| 005 | マリー・フランソワ・サディ・カルノー Marie François Sadi Carnot (1837–1894)            | シャルル・ド・フレシネ （1890年3月 - 1892年2月）              | 穏健共和派                                       | 5                              | 1887年12月3日 - 1894年6月25日                           | 6年 + 204日      | 在任中に死去                                                  |                                                        |                                                        |
| 005 | マリー・フランソワ・サディ・カルノー Marie François Sadi Carnot (1837–1894)            | エミール・ルーベ （1892年2月 - 1892年12月）                   | 穏健共和派                                       | 5                              | 1887年12月3日 - 1894年6月25日                           | 6年 + 204日      | 在任中に死去                                                  |                                                        |                                                        |
| 005 | マリー・フランソワ・サディ・カルノー Marie François Sadi Carnot (1837–1894)            | アレクサンドル・リボ （1892年12月 - 1893年4月）               | 穏健共和派                                       | 5                              | 1887年12月3日 - 1894年6月25日                           | 6年 + 204日      | 在任中に死去                                                  |                                                        |                                                        |
| 005 | マリー・フランソワ・サディ・カルノー Marie François Sadi Carnot (1837–1894)            | シャルル・デュプイ （1893年4月 - 1893年12月）                 | 穏健共和派                                       | 5                              | 1887年12月3日 - 1894年6月25日                           | 6年 + 204日      | 在任中に死去                                                  |                                                        |                                                        |
| 005 | マリー・フランソワ・サディ・カルノー Marie François Sadi Carnot (1837–1894)            | ジャン・カジミール＝ペリエ （1893年12月 - 1894年5月）         | 穏健共和派                                       | 5                              | 1887年12月3日 - 1894年6月25日                           | 6年 + 204日      | 在任中に死去                                                  |                                                        |                                                        |
| 005 | マリー・フランソワ・サディ・カルノー Marie François Sadi Carnot (1837–1894)            | シャルル・デュプイ （1894年5月 - 1895年1月）                  | 穏健共和派                                       | 5                              | 1887年12月3日 - 1894年6月25日                           | 6年 + 204日      | 在任中に死去                                                  |                                                        |                                                        |
| 0－ | シャルル・デュプイ Charles Dupuy (1851–1923)                                           |                                                               |                                                  | 5                              | 1894年6月25日 - 1894年6月27日                           | 2日              | 大統領代行 （首相）                                           |                                                        |                                                        |
| 006 | ジャン・カジミール＝ペリエ Jean Paul Pierre Casimir-Perier (1847–1907)                 |                                                               |                                                  | 6                              | 1894年6月27日 - 1895年1月16日                           | 203日            | 任期満了前に辞任                                              |                                                        |                                                        |
| 0－ | シャルル・デュプイ Charles Dupuy (1851–1923)                                           |                                                               |                                                  | 6                              | 1895年1月16日 -1895年1月17日                            | 1日              | 大統領代行 （首相）                                           |                                                        |                                                        |
| 007 | フェリックス・フォール François Félix Faure (1841–1899)                                |                                                               | 穏健共和派 進歩共和派                            | 7                              | 1895年1月17日 -1899年2月16日                            | 4年 + 30日       | 在任中に死去                                                  |                                                        |                                                        |
| 007 | フェリックス・フォール François Félix Faure (1841–1899)                                | アレクサンドル・リボ （1895年1月 - 1895年11月）               | 穏健共和派 進歩共和派                            | 7                              | 1895年1月17日 -1899年2月16日                            | 4年 + 30日       | 在任中に死去                                                  |                                                        |                                                        |
| 007 | フェリックス・フォール François Félix Faure (1841–1899)                                | レオン・ブルジョワ （1895年11月 - 1896年4月）                 | 穏健共和派 進歩共和派                            | 7                              | 1895年1月17日 -1899年2月16日                            | 4年 + 30日       | 在任中に死去                                                  |                                                        |                                                        |
| 007 | フェリックス・フォール François Félix Faure (1841–1899)                                | ジュール・メリーヌ （1896年4月 - 1898年6月）                  | 穏健共和派 進歩共和派                            | 7                              | 1895年1月17日 -1899年2月16日                            | 4年 + 30日       | 在任中に死去                                                  |                                                        |                                                        |
| 007 | フェリックス・フォール François Félix Faure (1841–1899)                                | アンリ・ブリッソン （1898年6月 - 1898年11月）                 | 穏健共和派 進歩共和派                            | 7                              | 1895年1月17日 -1899年2月16日                            | 4年 + 30日       | 在任中に死去                                                  |                                                        |                                                        |
| 007 | フェリックス・フォール François Félix Faure (1841–1899)                                | シャルル・デュプイ （1898年11月 - 1899年6月）                 | 穏健共和派 進歩共和派                            | 7                              | 1895年1月17日 -1899年2月16日                            | 4年 + 30日       | 在任中に死去                                                  |                                                        |                                                        |
| 0－ | シャルル・デュプイ Charles Dupuy (1851–1923)                                           |                                                               | 穏健共和派                                       | 7                              | 1899年2月16日 -1899年2月18日                            | 2日              | 大統領代行 （首相）                                           |                                                        |                                                        |
| 008 | エミール・ルーベ Émile François Loubet (1838–1929)                                     |                                                               | ARD                                              | 8                              | 1899年2月18日 -1906年2月18日                            | 7年 + 0日        |                                                               |                                                        |                                                        |
| 008 | エミール・ルーベ Émile François Loubet (1838–1929)                                     | ピエール・ワルデック＝ルソー （1899年6月 - 1902年6月）        | ARD                                              | 8                              | 1899年2月18日 -1906年2月18日                            | 7年 + 0日        |                                                               |                                                        |                                                        |
| 008 | エミール・ルーベ Émile François Loubet (1838–1929)                                     | エミール・コンブ （1902年6月 - 1905年1月）                    | ARD                                              | 8                              | 1899年2月18日 -1906年2月18日                            | 7年 + 0日        |                                                               |                                                        |                                                        |
| 008 | エミール・ルーベ Émile François Loubet (1838–1929)                                     | モーリス・ルヴィエ （1905年1月 - 1906年2月）                  | ARD                                              | 8                              | 1899年2月18日 -1906年2月18日                            | 7年 + 0日        |                                                               |                                                        |                                                        |
| 009 | アルマン・ファリエール Clement Armand Fallières (1841–1931)                            |                                                               | ARD, PRD                                         | 9                              | 1906年2月18日 -1913年2月18日                            | 7年 + 0日        |                                                               |                                                        |                                                        |
| 009 | アルマン・ファリエール Clement Armand Fallières (1841–1931)                            | フェルディナン・サリアン （1906年3月 - 1906年10月）           | ARD, PRD                                         | 9                              | 1906年2月18日 -1913年2月18日                            | 7年 + 0日        |                                                               |                                                        |                                                        |
| 009 | アルマン・ファリエール Clement Armand Fallières (1841–1931)                            | ジョルジュ・クレマンソー （1906年10月 - 1909年7月）           | ARD, PRD                                         | 9                              | 1906年2月18日 -1913年2月18日                            | 7年 + 0日        |                                                               |                                                        |                                                        |
| 009 | アルマン・ファリエール Clement Armand Fallières (1841–1931)                            | アリスティード・ブリアン （1909年7月 - 1911年3月）            | ARD, PRD                                         | 9                              | 1906年2月18日 -1913年2月18日                            | 7年 + 0日        |                                                               |                                                        |                                                        |
| 009 | アルマン・ファリエール Clement Armand Fallières (1841–1931)                            | エルネスト・モニ （1911年3月 - 1911年6月）                    | ARD, PRD                                         | 9                              | 1906年2月18日 -1913年2月18日                            | 7年 + 0日        |                                                               |                                                        |                                                        |
| 009 | アルマン・ファリエール Clement Armand Fallières (1841–1931)                            | ジョゼフ・カイヨー （1911年6月 - 1912年1月）                  | ARD, PRD                                         | 9                              | 1906年2月18日 -1913年2月18日                            | 7年 + 0日        |                                                               |                                                        |                                                        |
| 009 | アルマン・ファリエール Clement Armand Fallières (1841–1931)                            | レイモン・ポアンカレ （1912年1月 - 1913年1月）                | ARD, PRD                                         | 9                              | 1906年2月18日 -1913年2月18日                            | 7年 + 0日        |                                                               |                                                        |                                                        |
| 009 | アルマン・ファリエール Clement Armand Fallières (1841–1931)                            | アリスティード・ブリアン （1913年1月 - 1913年3月）            | ARD, PRD                                         | 9                              | 1906年2月18日 -1913年2月18日                            | 7年 + 0日        |                                                               |                                                        |                                                        |
| 010 | レイモン・ポアンカレ Raymond Poincaré (1860–1934)                                      |                                                               | PRD, ARD                                         | 10                             | 1913年2月18日 -1920年2月18日                            | 7年 + 0日        |                                                               |                                                        |                                                        |
| 010 | レイモン・ポアンカレ Raymond Poincaré (1860–1934)                                      | ルイ・バルトゥー （1913年3月 - 1913年12月）                   | PRD, ARD                                         | 10                             | 1913年2月18日 -1920年2月18日                            | 7年 + 0日        |                                                               |                                                        |                                                        |
| 010 | レイモン・ポアンカレ Raymond Poincaré (1860–1934)                                      | ガストン・ドゥメルグ （1913年12月 - 1914年6月）               | PRD, ARD                                         | 10                             | 1913年2月18日 -1920年2月18日                            | 7年 + 0日        |                                                               |                                                        |                                                        |
| 010 | レイモン・ポアンカレ Raymond Poincaré (1860–1934)                                      | アレクサンドル・リボ （1914年6月 - 1914年6月）                | PRD, ARD                                         | 10                             | 1913年2月18日 -1920年2月18日                            | 7年 + 0日        |                                                               |                                                        |                                                        |
| 010 | レイモン・ポアンカレ Raymond Poincaré (1860–1934)                                      | ルネ・ヴィヴィアニ （1914年6月 - 1915年10月）                 | PRD, ARD                                         | 10                             | 1913年2月18日 -1920年2月18日                            | 7年 + 0日        |                                                               |                                                        |                                                        |
| 010 | レイモン・ポアンカレ Raymond Poincaré (1860–1934)                                      | アリスティード・ブリアン （1915年10月 - 1917年3月）           | PRD, ARD                                         | 10                             | 1913年2月18日 -1920年2月18日                            | 7年 + 0日        |                                                               |                                                        |                                                        |
| 010 | レイモン・ポアンカレ Raymond Poincaré (1860–1934)                                      | アレクサンドル・リボ （1917年3月 - 1917年9月）                | PRD, ARD                                         | 10                             | 1913年2月18日 -1920年2月18日                            | 7年 + 0日        |                                                               |                                                        |                                                        |
| 010 | レイモン・ポアンカレ Raymond Poincaré (1860–1934)                                      | ポール・パンルヴェ （1917年9月 - 1917年11月）                 | PRD, ARD                                         | 10                             | 1913年2月18日 -1920年2月18日                            | 7年 + 0日        |                                                               |                                                        |                                                        |
| 010 | レイモン・ポアンカレ Raymond Poincaré (1860–1934)                                      | ジョルジュ・クレマンソー （1917年11月 - 1920年1月）           | PRD, ARD                                         | 10                             | 1913年2月18日 -1920年2月18日                            | 7年 + 0日        |                                                               |                                                        |                                                        |
| 010 | レイモン・ポアンカレ Raymond Poincaré (1860–1934)                                      | アレクサンドル・ミルラン （1920年1月 - 1920年2月）            | PRD, ARD                                         | 10                             | 1913年2月18日 -1920年2月18日                            | 7年 + 0日        |                                                               |                                                        |                                                        |
| 011 | ポール・デシャネル Paul Eugène Louis Deschanel (1855–1922)                             |                                                               | 民主共和連合 （ARD） →民主共和社会党 （PRDS）    | 11                             | 1920年2月18日 -1920年9月21日                            | 216日            | 任期満了前に辞任                                              |                                                        |                                                        |
| 0— | アレクサンドル・ミルラン Alexandre Millerand (1859–1943)                               |                                                               | 無所属 （国民ブロック）                          | 11                             | 1920年9月21日 - 1920年9月23日                           | 2日              |                                                               |                                                        |                                                        |
| 012 | アレクサンドル・ミルラン Alexandre Millerand (1859–1943)                               | 12                                                            | 無所属 （国民ブロック）                          | 1920年9月23日 - 1924年6月11日  | 3年 + 262日                                             | 任期満了前に辞任 |                                                               |                                                        |                                                        |
| 012 | アレクサンドル・ミルラン Alexandre Millerand (1859–1943)                               | 12                                                            | 無所属 （国民ブロック）                          | 1920年9月23日 - 1924年6月11日  | 3年 + 262日                                             | 任期満了前に辞任 | ジョルジュ・レーグ （1920年9月 - 1921年1月）                  |                                                        |                                                        |
| 012 | アレクサンドル・ミルラン Alexandre Millerand (1859–1943)                               | 12                                                            | 無所属 （国民ブロック）                          | 1920年9月23日 - 1924年6月11日  | 3年 + 262日                                             | 任期満了前に辞任 | アリスティード・ブリアン （1921年1月 - 1922年1月）            |                                                        |                                                        |
| 012 | アレクサンドル・ミルラン Alexandre Millerand (1859–1943)                               | 12                                                            | 無所属 （国民ブロック）                          | 1920年9月23日 - 1924年6月11日  | 3年 + 262日                                             | 任期満了前に辞任 | レイモン・ポアンカレ （1922年1月 - 1924年6月）                |                                                        |                                                        |
| 012 | アレクサンドル・ミルラン Alexandre Millerand (1859–1943)                               | 12                                                            | 無所属 （国民ブロック）                          | 1920年9月23日 - 1924年6月11日  | 3年 + 262日                                             | 任期満了前に辞任 | フレデリック・フランソワ＝マルサル （1924年6月）              |                                                        |                                                        |
| 0－ | フレデリック・フランソワ＝マルサル Frédéric François-Marsal (1874–1958)                | 12                                                            |                                                  | 共和主義者連盟 （FR）          | 1924年6月11日 -1924年6月13日                            | 2日              | 大統領代行 （首相）                                           |                                                        |                                                        |
| 013 | ガストン・ドゥメルグ Pierre-Paul-Henri-Gaston Doumergue (1863–1937)                    |                                                               | 共和主義急進派・急進社会党 （PRRRS）             | 13                             | 1924年6月13日 -1931年6月13日                            | 7年 + 0日        |                                                               |                                                        |                                                        |
| 013 | ガストン・ドゥメルグ Pierre-Paul-Henri-Gaston Doumergue (1863–1937)                    | エドゥアール・エリオ （1924年6月 - 1925年4月）                | 共和主義急進派・急進社会党 （PRRRS）             | 13                             | 1924年6月13日 -1931年6月13日                            | 7年 + 0日        |                                                               |                                                        |                                                        |
| 013 | ガストン・ドゥメルグ Pierre-Paul-Henri-Gaston Doumergue (1863–1937)                    | ポール・パンルヴェ （1925年4月 - 1925年11月）                 | 共和主義急進派・急進社会党 （PRRRS）             | 13                             | 1924年6月13日 -1931年6月13日                            | 7年 + 0日        |                                                               |                                                        |                                                        |
| 013 | ガストン・ドゥメルグ Pierre-Paul-Henri-Gaston Doumergue (1863–1937)                    | アリスティード・ブリアン （1925年11月 - 1926年7月）           | 共和主義急進派・急進社会党 （PRRRS）             | 13                             | 1924年6月13日 -1931年6月13日                            | 7年 + 0日        |                                                               |                                                        |                                                        |
| 013 | ガストン・ドゥメルグ Pierre-Paul-Henri-Gaston Doumergue (1863–1937)                    | エドゥアール・エリオ （1926年7月）                            | 共和主義急進派・急進社会党 （PRRRS）             | 13                             | 1924年6月13日 -1931年6月13日                            | 7年 + 0日        |                                                               |                                                        |                                                        |
| 013 | ガストン・ドゥメルグ Pierre-Paul-Henri-Gaston Doumergue (1863–1937)                    | レイモン・ポアンカレ （1926年7月 - 1929年7月）                | 共和主義急進派・急進社会党 （PRRRS）             | 13                             | 1924年6月13日 -1931年6月13日                            | 7年 + 0日        |                                                               |                                                        |                                                        |
| 013 | ガストン・ドゥメルグ Pierre-Paul-Henri-Gaston Doumergue (1863–1937)                    | アリスティード・ブリアン （1929年7月 - 1929年11月）           | 共和主義急進派・急進社会党 （PRRRS）             | 13                             | 1924年6月13日 -1931年6月13日                            | 7年 + 0日        |                                                               |                                                        |                                                        |
| 013 | ガストン・ドゥメルグ Pierre-Paul-Henri-Gaston Doumergue (1863–1937)                    | アンドレ・タルデュー （1929年11月 - 1930年2月）               | 共和主義急進派・急進社会党 （PRRRS）             | 13                             | 1924年6月13日 -1931年6月13日                            | 7年 + 0日        |                                                               |                                                        |                                                        |
| 013 | ガストン・ドゥメルグ Pierre-Paul-Henri-Gaston Doumergue (1863–1937)                    | カミーユ・ショータン （1930年2月 - 1930年3月）                | 共和主義急進派・急進社会党 （PRRRS）             | 13                             | 1924年6月13日 -1931年6月13日                            | 7年 + 0日        |                                                               |                                                        |                                                        |
| 013 | ガストン・ドゥメルグ Pierre-Paul-Henri-Gaston Doumergue (1863–1937)                    | アンドレ・タルデュー （1930年3月 - 1930年12月）               | 共和主義急進派・急進社会党 （PRRRS）             | 13                             | 1924年6月13日 -1931年6月13日                            | 7年 + 0日        |                                                               |                                                        |                                                        |
| 013 | ガストン・ドゥメルグ Pierre-Paul-Henri-Gaston Doumergue (1863–1937)                    | テオドル・ステーグ （1930年12月 - 1931年1月）                 | 共和主義急進派・急進社会党 （PRRRS）             | 13                             | 1924年6月13日 -1931年6月13日                            | 7年 + 0日        |                                                               |                                                        |                                                        |
| 013 | ガストン・ドゥメルグ Pierre-Paul-Henri-Gaston Doumergue (1863–1937)                    | ピエール・ラヴァル （1931年1月 - 1931年6月）                  | 共和主義急進派・急進社会党 （PRRRS）             | 13                             | 1924年6月13日 -1931年6月13日                            | 7年 + 0日        |                                                               |                                                        |                                                        |
| 014 | ポール・ドゥメール Joseph Athanase Gaston Paul Doumer (1857–1932)                      |                                                               | 無所属                                           | 14                             | 1931年6月13日 -1932年5月7日                             | 329日            | 在任中に死去                                                  |                                                        |                                                        |
| 014 | ポール・ドゥメール Joseph Athanase Gaston Paul Doumer (1857–1932)                      | アンドレ・タルデュー （1932年2月 - 1932年5月）                | 無所属                                           | 14                             | 1931年6月13日 -1932年5月7日                             | 329日            | 在任中に死去                                                  |                                                        |                                                        |
| 0－ | アンドレ・タルデュー André Tardieu (1876–1945)                                         |                                                               | 民主同盟 （AD）                                  | 14                             | 1932年5月7日 -1932年5月10日                             |                  | 大統領代行 （首相）                                           |                                                        |                                                        |
| 015 | アルベール・ルブラン Albert Lebrun (1871–1950)                                         |                                                               | 民主同盟 （AD）                                  | 15                             | 1932年5月10日 - 1939年4月5日                            | 8年 + 62日       |                                                               |                                                        |                                                        |
| 015 | アルベール・ルブラン Albert Lebrun (1871–1950)                                         | エドゥアール・エリオ （1932年6月 - 1932年12月）               | 民主同盟 （AD）                                  | 15                             | 1932年5月10日 - 1939年4月5日                            | 8年 + 62日       |                                                               |                                                        |                                                        |
| 015 | アルベール・ルブラン Albert Lebrun (1871–1950)                                         | ジョセフ・ポール＝ボンクール （1932年12月 - 1933年1月）       | 民主同盟 （AD）                                  | 15                             | 1932年5月10日 - 1939年4月5日                            | 8年 + 62日       |                                                               |                                                        |                                                        |
| 015 | アルベール・ルブラン Albert Lebrun (1871–1950)                                         | エドゥアール・ダラディエ （1933年1月 - 1933年10月）           | 民主同盟 （AD）                                  | 15                             | 1932年5月10日 - 1939年4月5日                            | 8年 + 62日       |                                                               |                                                        |                                                        |
| 015 | アルベール・ルブラン Albert Lebrun (1871–1950)                                         | アルベール・サロー （1933年10月 - 1933年11月）                | 民主同盟 （AD）                                  | 15                             | 1932年5月10日 - 1939年4月5日                            | 8年 + 62日       |                                                               |                                                        |                                                        |
| 015 | アルベール・ルブラン Albert Lebrun (1871–1950)                                         | カミーユ・ショータン （1933年11月 - 1934年1月）               | 民主同盟 （AD）                                  | 15                             | 1932年5月10日 - 1939年4月5日                            | 8年 + 62日       |                                                               |                                                        |                                                        |
| 015 | アルベール・ルブラン Albert Lebrun (1871–1950)                                         | エドゥアール・ダラディエ （1934年1月 - 1934年2月）            | 民主同盟 （AD）                                  | 15                             | 1932年5月10日 - 1939年4月5日                            | 8年 + 62日       |                                                               |                                                        |                                                        |
| 015 | アルベール・ルブラン Albert Lebrun (1871–1950)                                         | ガストン・ドゥメルグ （1934年2月 - 1934年11月）               | 民主同盟 （AD）                                  | 15                             | 1932年5月10日 - 1939年4月5日                            | 8年 + 62日       |                                                               |                                                        |                                                        |
| 015 | アルベール・ルブラン Albert Lebrun (1871–1950)                                         | ピエール＝エティエンヌ・フランダン （1934年11月 - 1935年6月） | 民主同盟 （AD）                                  | 15                             | 1932年5月10日 - 1939年4月5日                            | 8年 + 62日       |                                                               |                                                        |                                                        |
| 015 | アルベール・ルブラン Albert Lebrun (1871–1950)                                         | フェルナン・ブイッソン （1935年6月）                          | 民主同盟 （AD）                                  | 15                             | 1932年5月10日 - 1939年4月5日                            | 8年 + 62日       |                                                               |                                                        |                                                        |
| 015 | アルベール・ルブラン Albert Lebrun (1871–1950)                                         | ピエール・ラヴァル （1935年6月 - 1936年1月）                  | 民主同盟 （AD）                                  | 15                             | 1932年5月10日 - 1939年4月5日                            | 8年 + 62日       |                                                               |                                                        |                                                        |
| 015 | アルベール・ルブラン Albert Lebrun (1871–1950)                                         | アルベール・サロー （1936年1月 - 1936年6月）                  | 民主同盟 （AD）                                  | 15                             | 1932年5月10日 - 1939年4月5日                            | 8年 + 62日       |                                                               |                                                        |                                                        |
| 015 | アルベール・ルブラン Albert Lebrun (1871–1950)                                         | レオン・ブルム （1936年6月 - 1937年6月）                      | 民主同盟 （AD）                                  | 15                             | 1932年5月10日 - 1939年4月5日                            | 8年 + 62日       |                                                               |                                                        |                                                        |
| 015 | アルベール・ルブラン Albert Lebrun (1871–1950)                                         | カミーユ・ショータン （1937年6月 - 1938年3月）                | 民主同盟 （AD）                                  | 15                             | 1932年5月10日 - 1939年4月5日                            | 8年 + 62日       |                                                               |                                                        |                                                        |
| 015 | アルベール・ルブラン Albert Lebrun (1871–1950)                                         | レオン・ブルム （1938年3月 - 1938年4月）                      | 民主同盟 （AD）                                  | 15                             | 1932年5月10日 - 1939年4月5日                            | 8年 + 62日       |                                                               |                                                        |                                                        |
| 015 | アルベール・ルブラン Albert Lebrun (1871–1950)                                         | エドゥアール・ダラディエ （1938年4月 - 1939年4月）            | 民主同盟 （AD）                                  | 15                             | 1932年5月10日 - 1939年4月5日                            | 8年 + 62日       |                                                               |                                                        |                                                        |
| 015 | アルベール・ルブラン Albert Lebrun (1871–1950)                                         | 16                                                            | 民主同盟 （AD）                                  | 1939年4月5日 - 1940年7月11日   |                                                         | 8年 + 62日       |                                                               |                                                        |                                                        |
| 015 | アルベール・ルブラン Albert Lebrun (1871–1950)                                         | 16                                                            | 民主同盟 （AD）                                  | 1939年4月5日 - 1940年7月11日   | ポール・レノー （1940年3月 - 1940年6月）                | 8年 + 62日       |                                                               |                                                        |                                                        |
| 015 | アルベール・ルブラン Albert Lebrun (1871–1950)                                         | 16                                                            | 民主同盟 （AD）                                  | 1939年4月5日 - 1940年7月11日   | フィリップ・ペタン （1940年6月 - 1940年7月）            | 8年 + 62日       |                                                               |                                                        |                                                        |
| ヴィシー政権 (1940-1944) |                                                                                        |                                                               |                                                  |                                |                                                         |                  |                                                               |                                                        |                                                        |
| 代 | 元首 (生没年)                                                                          | 元首 (生没年)                                                 | 所属政党                                         | 期                             | 在任期間                                                | 在任期間         | 備考                                                          | 首相                                                   | 首相                                                   |
| 0－ | フィリップ・ペタン Henri Philippe Benoni Omer Joseph Pétain (1856–1951)                |                                                               | 無所属 （軍人）                                  | 1                              | 1940年7月11日 -1944年8月20日                            | 4年 + 40日       |                                                               |                                                        | フィリップ・ペタン （1940年7月 - 1942年4月）           |
| 0－ | フィリップ・ペタン Henri Philippe Benoni Omer Joseph Pétain (1856–1951)                | ピエール・ラヴァル （1942年4月 - 1944年8月）                  | 無所属 （軍人）                                  | 1                              | 1940年7月11日 -1944年8月20日                            | 4年 + 40日       |                                                               |                                                        |                                                        |
| 共和国臨時政府 (1944-1947) |                                                                                        |                                                               |                                                  |                                |                                                         |                  |                                                               |                                                        |                                                        |
| 党派： 無所属 労働者インターナショナル・フランス支部 (SFIO) 人民共和派 (MRP) |                                                                                        |                                                               |                                                  |                                |                                                         |                  |                                                               |                                                        |                                                        |
| 代 | 主席 （生没年）                                                                        | 主席 （生没年）                                               | 所属政党                                         | 期                             | 在任期間                                                | 在任期間         | 備考                                                          |                                                        |                                                        |
| 0－ | シャルル・ド・ゴール Charles André Joseph Marie de Gaulle (1890–1970)                  |                                                               | 無所属                                           | 1                              | 1944年8月20日 - 1946年1月26日                           | 1年 + 159日      |                                                               |                                                        |                                                        |
| 0－ | フェリックス・グーアン Félix Gouin (1884–1977)                                         |                                                               | 労働者インターナショナル ・フランス支部 （SFIO） | 2                              | 1946年1月26日 - 1946年6月24日                           | 149日            |                                                               |                                                        |                                                        |
| 0－ | ジョルジュ・ビドー Georges-Augustin Bidault (1899–1983)                                |                                                               | 人民共和派 （MRP）                               | 3                              | 1946年6月24日 - 1946年11月28日                          | 157日            |                                                               |                                                        |                                                        |
| 0－ | ヴァンサン・オリオール Jules-Vincent Auriol (1884–1966)                                |                                                               | 労働者インターナショナル ・フランス支部 （SFIO） | 4                              | 1946年11月28日 - 1946年12月16日                         | 18日             | 主席代行 （国民議会議長                                       |                                                        |                                                        |
| 0－ | レオン・ブルム André Léon Blum (1872–1950)                                             |                                                               | 労働者インターナショナル ・フランス支部 （SFIO） | 5                              | 1946年12月16日 - 1947年1月16日                          | 31日             |                                                               |                                                        |                                                        |
| 第四共和政 (1947-1959) |                                                                                        |                                                               |                                                  |                                |                                                         |                  |                                                               |                                                        |                                                        |
| 党派： 労働者インターナショナル・フランス支部 (SFIO) 民主社会抗戦同盟 (UDSR) 全国独立主義者農民センター (CNIP) 新共和国連合 (UNR) 共和主義急進派・急進社会党 (RAD-soc) 人民共和派 (MRP)                                                                            |                                                                                        |                                                               |                                                  |                                |                                                         |                  |                                                               |                                                        |                                                        |
| 代 | 大統領 (生没年)                                                                        | 大統領 (生没年)                                               | 所属政党                                         | 期                             | 在任期間                                                | 在任期間         | 備考                                                          | 首相                                                   | 首相                                                   |
| 016 | ヴァンサン・オリオール Jules-Vincent Auriol (1884–1966)                                |                                                               | 労働者インターナショナル ・フランス支部 （SFIO） | 1                              | 1947年1月16日 - 1954年1月16日                           | 7年 + 0日        |                                                               |                                                        | ポール・ラマディエ （1947年1月 - 1947年11月）          |
| 016 | ヴァンサン・オリオール Jules-Vincent Auriol (1884–1966)                                | ロベール・シューマン （1947年11月 - 1948年7月）               | 労働者インターナショナル ・フランス支部 （SFIO） | 1                              | 1947年1月16日 - 1954年1月16日                           | 7年 + 0日        |                                                               |                                                        |                                                        |
| 016 | ヴァンサン・オリオール Jules-Vincent Auriol (1884–1966)                                | アンドレ・マリー （1948年7月 - 1948年9月）                    | 労働者インターナショナル ・フランス支部 （SFIO） | 1                              | 1947年1月16日 - 1954年1月16日                           | 7年 + 0日        |                                                               |                                                        |                                                        |
| 016 | ヴァンサン・オリオール Jules-Vincent Auriol (1884–1966)                                | ロベール・シューマン （1948年9月 - 1948年9月）                | 労働者インターナショナル ・フランス支部 （SFIO） | 1                              | 1947年1月16日 - 1954年1月16日                           | 7年 + 0日        |                                                               |                                                        |                                                        |
| 016 | ヴァンサン・オリオール Jules-Vincent Auriol (1884–1966)                                | アンリ・クイユ （1948年9月 - 1949年10月）                     | 労働者インターナショナル ・フランス支部 （SFIO） | 1                              | 1947年1月16日 - 1954年1月16日                           | 7年 + 0日        |                                                               |                                                        |                                                        |
| 016 | ヴァンサン・オリオール Jules-Vincent Auriol (1884–1966)                                | ジョルジュ・ビドー （1949年10月 - 1950年7月）                 | 労働者インターナショナル ・フランス支部 （SFIO） | 1                              | 1947年1月16日 - 1954年1月16日                           | 7年 + 0日        |                                                               |                                                        |                                                        |
| 016 | ヴァンサン・オリオール Jules-Vincent Auriol (1884–1966)                                | アンリ・クイユ （1950年7月 - 1950年7月）                      | 労働者インターナショナル ・フランス支部 （SFIO） | 1                              | 1947年1月16日 - 1954年1月16日                           | 7年 + 0日        |                                                               |                                                        |                                                        |
| 016 | ヴァンサン・オリオール Jules-Vincent Auriol (1884–1966)                                | ルネ・プレヴァン （1950年7月 - 1951年3月）                    | 労働者インターナショナル ・フランス支部 （SFIO） | 1                              | 1947年1月16日 - 1954年1月16日                           | 7年 + 0日        |                                                               |                                                        |                                                        |
| 016 | ヴァンサン・オリオール Jules-Vincent Auriol (1884–1966)                                | アンリ・クイユ （1951年3月 - 1951年8月）                      | 労働者インターナショナル ・フランス支部 （SFIO） | 1                              | 1947年1月16日 - 1954年1月16日                           | 7年 + 0日        |                                                               |                                                        |                                                        |
| 016 | ヴァンサン・オリオール Jules-Vincent Auriol (1884–1966)                                | ルネ・プレヴァン （1951年8月 - 1952年1月）                    | 労働者インターナショナル ・フランス支部 （SFIO） | 1                              | 1947年1月16日 - 1954年1月16日                           | 7年 + 0日        |                                                               |                                                        |                                                        |
| 016 | ヴァンサン・オリオール Jules-Vincent Auriol (1884–1966)                                | エドガール・フォール （1952年1月 - 1952年3月）                | 労働者インターナショナル ・フランス支部 （SFIO） | 1                              | 1947年1月16日 - 1954年1月16日                           | 7年 + 0日        |                                                               |                                                        |                                                        |
| 016 | ヴァンサン・オリオール Jules-Vincent Auriol (1884–1966)                                | アントワーヌ・ピネー （1952年3月 - 1953年1月）                | 労働者インターナショナル ・フランス支部 （SFIO） | 1                              | 1947年1月16日 - 1954年1月16日                           | 7年 + 0日        |                                                               |                                                        |                                                        |
| 016 | ヴァンサン・オリオール Jules-Vincent Auriol (1884–1966)                                | ルネ・マイエール （1953年1月 - 1953年6月）                    | 労働者インターナショナル ・フランス支部 （SFIO） | 1                              | 1947年1月16日 - 1954年1月16日                           | 7年 + 0日        |                                                               |                                                        |                                                        |
| 016 | ヴァンサン・オリオール Jules-Vincent Auriol (1884–1966)                                | ジョゼフ・ラニエル （1953年6月 - 1954年1月）                  | 労働者インターナショナル ・フランス支部 （SFIO） | 1                              | 1947年1月16日 - 1954年1月16日                           | 7年 + 0日        |                                                               |                                                        |                                                        |
| 017 | ルネ・コティ René Jules Gustave Coty (1882–1962)                                       |                                                               | 全国独立主義者農民センター （CNIP）              | 2                              | 1954年1月16日 -1959年1月8日                             | 4年 + 357日      | 任期満了前に辞任                                              |                                                        | ジョゼフ・ラニエル （1954年1月 - 1954年6月）           |
| 017 | ルネ・コティ René Jules Gustave Coty (1882–1962)                                       | ピエール・マンデス＝フランス （1954年6月 - 1955年2月）        | 全国独立主義者農民センター （CNIP）              | 2                              | 1954年1月16日 -1959年1月8日                             | 4年 + 357日      | 任期満了前に辞任                                              |                                                        |                                                        |
| 017 | ルネ・コティ René Jules Gustave Coty (1882–1962)                                       | エドガール・フォール （1955年2月 - 1956年1月）                | 全国独立主義者農民センター （CNIP）              | 2                              | 1954年1月16日 -1959年1月8日                             | 4年 + 357日      | 任期満了前に辞任                                              |                                                        |                                                        |
| 017 | ルネ・コティ René Jules Gustave Coty (1882–1962)                                       | ギー・モレ （1956年1月 - 1957年6月）                          | 全国独立主義者農民センター （CNIP）              | 2                              | 1954年1月16日 -1959年1月8日                             | 4年 + 357日      | 任期満了前に辞任                                              |                                                        |                                                        |
| 017 | ルネ・コティ René Jules Gustave Coty (1882–1962)                                       | モーリス・ブルジェ＝モーヌリ （1957年6月 - 1957年11月）       | 全国独立主義者農民センター （CNIP）              | 2                              | 1954年1月16日 -1959年1月8日                             | 4年 + 357日      | 任期満了前に辞任                                              |                                                        |                                                        |
| 017 | ルネ・コティ René Jules Gustave Coty (1882–1962)                                       | フェリックス・ガイヤール （1957年11月 - 1958年5月）           | 全国独立主義者農民センター （CNIP）              | 2                              | 1954年1月16日 -1959年1月8日                             | 4年 + 357日      | 任期満了前に辞任                                              |                                                        |                                                        |
| 017 | ルネ・コティ René Jules Gustave Coty (1882–1962)                                       | ピエール・フリムラン （1958年5月 - 1958年6月）                | 全国独立主義者農民センター （CNIP）              | 2                              | 1954年1月16日 -1959年1月8日                             | 4年 + 357日      | 任期満了前に辞任                                              |                                                        |                                                        |
| 017 | ルネ・コティ René Jules Gustave Coty (1882–1962)                                       | シャルル・ド・ゴール （1958年6月 - 1959年1月）                | 全国独立主義者農民センター （CNIP）              | 2                              | 1954年1月16日 -1959年1月8日                             | 4年 + 357日      | 任期満了前に辞任                                              |                                                        |                                                        |
| 第五共和政 (1959-現在) |                                                                                        |                                                               |                                                  |                                |                                                         |                  |                                                               |                                                        |                                                        |
| 党派： ドゴール派（UNR→UDR→RPR→UMP） 社会党（PS） UDFおよび前身政党 共和国前進（EM） |                                                                                        |                                                               |                                                  |                                |                                                         |                  |                                                               |                                                        |                                                        |
| 代 | 大統領 (生没年)                                                                        | 大統領 (生没年)                                               | 所属政党                                         | 期                             | 在任期間                                                | 在任期間         | 備考                                                          | 首相                                                   | 首相                                                   |
| 018 | シャルル・ド・ゴール Charles André Joseph Marie de Gaulle (1890–1970)                  |                                                               | 新共和国連合 （UNR）                             | 1                              | 1959年1月8日 - 1966年1月8日                             | 10年 + 110日     |                                                               |                                                        | ミシェル・ドブレ （1959年1月 - 1962年4月）             |
| 018 | シャルル・ド・ゴール Charles André Joseph Marie de Gaulle (1890–1970)                  | ジョルジュ・ポンピドゥー （1962年4月 - 1968年7月）            | 新共和国連合 （UNR）                             | 1                              | 1959年1月8日 - 1966年1月8日                             | 10年 + 110日     |                                                               |                                                        |                                                        |
| 018 | シャルル・ド・ゴール Charles André Joseph Marie de Gaulle (1890–1970)                  | 共和国民主連合 （UDR）                                        | 2                                                | 1966年1月8日 - 1969年4月28日   | 任期満了前に辞任                                        | 10年 + 110日     |                                                               |                                                        |                                                        |
| 018 | シャルル・ド・ゴール Charles André Joseph Marie de Gaulle (1890–1970)                  | 共和国民主連合 （UDR）                                        | 2                                                | 1966年1月8日 - 1969年4月28日   | 任期満了前に辞任                                        | 10年 + 110日     | モーリス・クーヴ ・ド・ミュルヴィル （1968年7月 - 1969年6月） |                                                        |                                                        |
| 0— | アラン・ポエール Alain Poher (1909–1996)                                               |                                                               | 2                                                | 民主中道 （CD）                | 1969年4月28日 - 1969年6月20日                           | 53日             | 大統領代行 （元老院議長）                                     |                                                        |                                                        |
| 019 | ジョルジュ・ポンピドゥー Georges Jean Raymond Pompidou (1911–1974)                     |                                                               | 共和国民主連合 （UDR）                           | 3                              | 1969年6月20日 - 1974年4月2日                            | 4年 + 286日      | 在任中に死去                                                  |                                                        | ジャック・シャバン・デルマス （1969年6月 - 1972年7月） |
| 019 | ジョルジュ・ポンピドゥー Georges Jean Raymond Pompidou (1911–1974)                     | ピエール・メスメル （1972年7月 - 1974年5月）                  | 共和国民主連合 （UDR）                           | 3                              | 1969年6月20日 - 1974年4月2日                            | 4年 + 286日      | 在任中に死去                                                  |                                                        |                                                        |
| 0— | アラン・ポエール Alain Poher (1909–1996)                                               |                                                               | 民主中道 （CD）                                  | 3                              | 1974年4月2日 - 1974年5月27日                            | 55日             | 大統領代行 （元老院議長）                                     |                                                        |                                                        |
| 020 | ヴァレリー・ジスカールデスタン Valéry Marie René Georges Giscard d'Estaing (1926–2020) |                                                               | 独立共和主義者全国連盟 （FNRI）                  | 4                              | 1974年5月27日 - 1977年5月20日                           | 6年 + 359日      |                                                               |                                                        | ジャック・シラク （1974年5月 - 1976年8月）             |
| 020 | ヴァレリー・ジスカールデスタン Valéry Marie René Georges Giscard d'Estaing (1926–2020) | レイモン・バール （1976年8月 - 1981年5月）                    | 独立共和主義者全国連盟 （FNRI）                  | 4                              | 1974年5月27日 - 1977年5月20日                           | 6年 + 359日      |                                                               |                                                        |                                                        |
| 020 | ヴァレリー・ジスカールデスタン Valéry Marie René Georges Giscard d'Estaing (1926–2020) | 共和党 （PR）                                                 | 1977年5月20日 - 1978年2月1日                     | 4                              | 新党結成                                                | 6年 + 359日      |                                                               |                                                        |                                                        |
| 020 | ヴァレリー・ジスカールデスタン Valéry Marie René Georges Giscard d'Estaing (1926–2020) | フランス民主連合 （UDF）                                      | 1978年2月1日 - 1981年5月21日                     | 4                              | 新党結成                                                | 6年 + 359日      |                                                               |                                                        |                                                        |
| 021 | フランソワ・ミッテラン François Maurice Adrien Marie Mitterrand (1916–1996)            |                                                               | 社会党 （PS）                                    | 5                              | 1981年5月21日 - 1988年5月21日                           | 13年 + 361日     |                                                               |                                                        | ピエール・モーロワ （1981年5月 - 1984年7月）           |
| 021 | フランソワ・ミッテラン François Maurice Adrien Marie Mitterrand (1916–1996)            | ローラン・ファビウス （1984年7月 - 1986年3月）                | 社会党 （PS）                                    | 5                              | 1981年5月21日 - 1988年5月21日                           | 13年 + 361日     |                                                               |                                                        |                                                        |
| 021 | フランソワ・ミッテラン François Maurice Adrien Marie Mitterrand (1916–1996)            | ジャック・シラク 1986年3月 - 1988年5月                        | 社会党 （PS）                                    | 5                              | 1981年5月21日 - 1988年5月21日                           | 13年 + 361日     |                                                               |                                                        |                                                        |
| 021 | フランソワ・ミッテラン François Maurice Adrien Marie Mitterrand (1916–1996)            | 6                                                             | 社会党 （PS）                                    | 1988年5月21日 - 1995年5月17日  |                                                         | 13年 + 361日     |                                                               | ミシェル・ロカール （1988年5月 - 1991年5月）           |                                                        |
| 021 | フランソワ・ミッテラン François Maurice Adrien Marie Mitterrand (1916–1996)            | 6                                                             | 社会党 （PS）                                    | 1988年5月21日 - 1995年5月17日  | エディット・クレッソン （1991年5月 - 1992年4月）        | 13年 + 361日     |                                                               |                                                        |                                                        |
| 021 | フランソワ・ミッテラン François Maurice Adrien Marie Mitterrand (1916–1996)            | 6                                                             | 社会党 （PS）                                    | 1988年5月21日 - 1995年5月17日  | ピエール・ベレゴヴォワ （1992年4月 - 1993年3月）        | 13年 + 361日     |                                                               |                                                        |                                                        |
| 021 | フランソワ・ミッテラン François Maurice Adrien Marie Mitterrand (1916–1996)            | 6                                                             | 社会党 （PS）                                    | 1988年5月21日 - 1995年5月17日  | エドアール・バラデュール （1993年3月 - 1995年5月）      | 13年 + 361日     |                                                               |                                                        |                                                        |
| 022 | ジャック・シラク Jacques René Chirac (1932–2019)                                       |                                                               | 共和国連合 （RPR）                               | 7                              | 1995年5月17日 - 2002年5月16日                           | 11年 + 364日     |                                                               |                                                        | アラン・ジュペ （1995年5月 - 1997年6月）               |
| 022 | ジャック・シラク Jacques René Chirac (1932–2019)                                       | リオネル・ジョスパン 1997年6月 - 2002年5月                    | 共和国連合 （RPR）                               | 7                              | 1995年5月17日 - 2002年5月16日                           | 11年 + 364日     |                                                               |                                                        |                                                        |
| 022 | ジャック・シラク Jacques René Chirac (1932–2019)                                       | 国民運動連合 （UMP）                                          | 8                                                | 2002年5月16日 - 2007年5月16日  |                                                         | 11年 + 364日     |                                                               | ジャン＝ピエール・ラファラン （2002年5月 - 2005年5月） |                                                        |
| 022 | ジャック・シラク Jacques René Chirac (1932–2019)                                       | 国民運動連合 （UMP）                                          | 8                                                | 2002年5月16日 - 2007年5月16日  | ドミニク・ガルゾー ・ド・ビルパン 2005年5月 - 2007年5月 | 11年 + 364日     |                                                               |                                                        |                                                        |
| 023 | ニコラ・サルコジ Nicolas Paul Stéphane Sarközy de Nagy-Bocsa (1955– )                  |                                                               | 国民運動連合 （UMP）                             | 9                              | 2007年5月16日 - 2012年5月15日                           | 4年 + 365日      |                                                               |                                                        | フランソワ・フィヨン （2007年5月 - 2012年5月）         |
| 024 | フランソワ・オランド François Gérard Georges Nicolas Hollande (1954– )                 |                                                               | 社会党 （PS）                                    | 10                             | 2012年5月15日 - 2017年5月14日                           | 4年 + 364日      |                                                               |                                                        | ジャン＝マルク・エロー （2012年 - 2014年）             |
| 024 | フランソワ・オランド François Gérard Georges Nicolas Hollande (1954– )                 | マニュエル・ヴァルス （2014年3月 - 2016年12月）               | 社会党 （PS）                                    | 10                             | 2012年5月15日 - 2017年5月14日                           | 4年 + 364日      |                                                               |                                                        |                                                        |
| 024 | フランソワ・オランド François Gérard Georges Nicolas Hollande (1954– )                 | ベルナール・カズヌーヴ （2016年12月 - 2017年5月）             | 社会党 （PS）                                    | 10                             | 2012年5月15日 - 2017年5月14日                           | 4年 + 364日      |                                                               |                                                        |                                                        |
| 025 | エマニュエル・マクロン Emmanuel Jean-Michel Frédéric Macron (1977– )                   |                                                               | 再生 （EM）                                      | 11                             | 2017年5月14日 - 2022年5月14日                           | 8年 + 66日       |                                                               |                                                        | エドゥアール・フィリップ （2017年5月 - 2020年7月）     |
| 025 | エマニュエル・マクロン Emmanuel Jean-Michel Frédéric Macron (1977– )                   | ジャン・カステックス （2020年7月 - 2022年5月）                | 再生 （EM）                                      | 11                             | 2017年5月14日 - 2022年5月14日                           | 8年 + 66日       |                                                               |                                                        |                                                        |
| 025 | エマニュエル・マクロン Emmanuel Jean-Michel Frédéric Macron (1977– )                   | 12                                                            | 再生 （EM）                                      | 2022年5月14日 - （現職）       |                                                         | 8年 + 66日       |                                                               | エリザベット・ボルヌ （2022年5月 - 2024年1月）         |                                                        |
| 025 | エマニュエル・マクロン Emmanuel Jean-Michel Frédéric Macron (1977– )                   | 12                                                            | 再生 （EM）                                      | 2022年5月14日 - （現職）       | ガブリエル・アタル （2024年1月 - 9月                    | 8年 + 66日       |                                                               |                                                        |                                                        |
| 025 | エマニュエル・マクロン Emmanuel Jean-Michel Frédéric Macron (1977– )                   | 12                                                            | 再生 （EM）                                      | 2022年5月14日 - （現職）       | ミシェル・バルニエ （2024年9月 - 12月）                 | 8年 + 66日       |                                                               |                                                        |                                                        |
| 025 | エマニュエル・マクロン Emmanuel Jean-Michel Frédéric Macron (1977– )                   | 12                                                            | 再生 （EM）                                      | 2022年5月14日 - （現職）       | フランソワ・バイル （2024年12月 - 現職）                | 8年 + 66日       |                                                               |                                                        |                                                        |